# Croy-getijdenboek
Het Croy-getijdenboek is een verlucht getijdenboek gemaakt omstreeks 1510-1520 waarschijnlijk in opdracht van een dame aan het Habsburgs-Bourgondische hof, het was alleszins in haar bezit en zij gebruikte het handschrift als liber amicorum. In een inscriptie in het handschrift komt de naam van Willem II van Croÿ, heer van Chièvres voor, waaraan het boek zijn huidige naam ontleent. Het wordt ook wel het Drôlerieënboek genoemd, naar de talloze drôlerieën die in de marges geschilderd werden. Het getijdenboek kwam in het begin van de 18e eeuw in het bezit van Eugenius van Savoye die toen een van de belangrijkste privébibliotheken ter wereld bezat. In 1738 werd die bibliotheek overgenomen door Keizer Karel VI voor zijn keizerlijke bibliotheek. Het wordt nu nog steeds bewaard in de Österreichische Nationalbibliothek als Cod 1858.

## Beschrijving
Het handschrift bestaat uit 182 perkamenten folia van 195 bij 137 mm. Het is geschreven in het Latijn in een gotische textura prescissa. De tekst is geschreven in één kolom van 18 lijnen per blad.
Het handschrift werd verlucht door Gerard Horenbout en Simon Bening en het bevat 58 grote miniaturen en meer dan 200 drôlerieën. Enkele miniaturen of het ontwerp ervan, worden toegeschreven aan Gerard David. De miniaturen en de tegenoverliggende tekstbladzijde zijn telkens gevat in een goud-bronzen architecturaal kader, met daarin heiligenbeelden en onderaan een kleine miniatuur die aansluit bij het verhaal van de grote miniatuur.
Het boek werd ingebonden door de bekende Brugse boekbinder Ludovicus Bloc (1484-1529)

## Inhoud
Het getijdenboek heeft een klassieke inhoud met:
- De kalender
- Gebed tot het heilige aangezicht van Christus
- Getijden van het heilig kruis
- Getijden van de Heilige Geest
- Kleine Officie van Onze Lieve Vrouw
- Uittreksels uit de vier evangeliën
- Boetepsalmen
- Litanie van alle Heiligen
- Dodenofficie
- Suffragia